# Proactiva Open Arms
Proactiva Open Arms és una ONG catalana, originària de Badalona, destinada a recollir persones a alta mar i desembarcar-los a Europa. Creada l'octubre de 2015, la seva primera acció va ser l'assentament a Lesbos d'un grup de voluntaris, encarregats d'ajudar els refugiats sirians que intentaven arribar a l'illa, intentant que no morissin durant el trajecte. Ha estat investigada per frontex i l'Audiència Nacional per coordinació amb les màfies de tràfic d'immigrants il.legals sancionada repetidament per les autoritats italianes i criticada per fomentar l'efecte crida en introduir immigració il·legal a Europa.

## Història

### Orígens

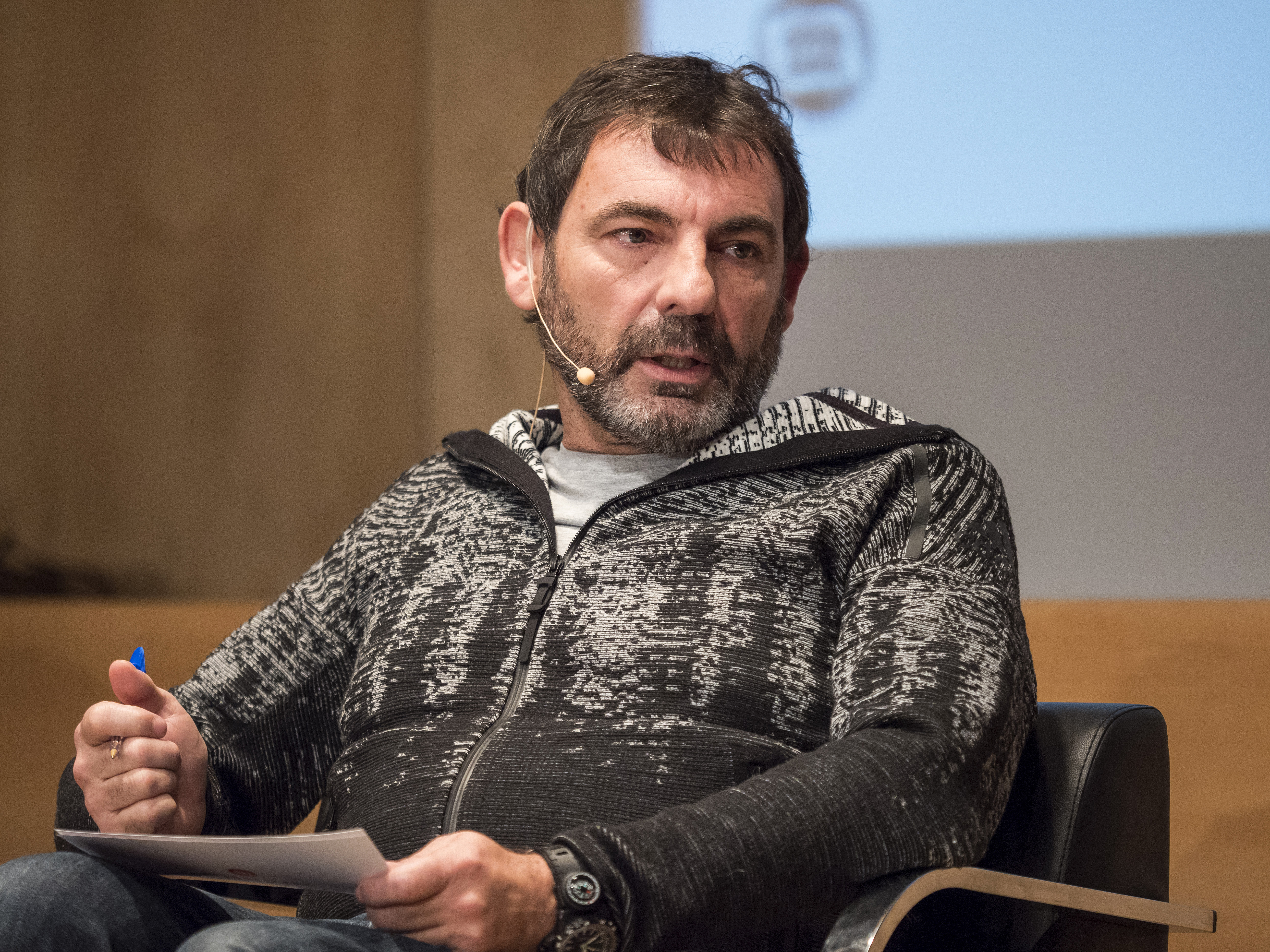
Òscar Camps, fundador de Proactiva Open Arms, en 2018

Originalment, Proactiva era una empresa de serveis marítims, especialitzada en seguretat aquàtica, anomenada Pro-Activa Serveis Aquàtics, instal·lada a Badalona. A causa de la crisi dels refugiats que fugien de la Guerra Civil siriana, i després de la publicació de fotos de diversos cadàvers als mitjans de comunicació, el setembre de 2015, el director de Pro-Activa, Òscar Camps, va decidir desplaçar-se a Lesbos, juntament amb tres membres de l'empresa; davant la manca d'organització sobre el terreny, l'equip català va decidir establir-se a l'illa grega. L'empresa tenia molta experiència en vigilància en platges, motiu pel qual van decidir aplicar els seus coneixements per fer front a les moltes morts que es produïen diàriament al mar Egeu.

### Assentament a Lesbos
El setembre de 2015 van arribar els primers voluntaris de Pro-Activa per col·laborar en les tasques de rescat. En un principi, l'únic material de què disposaven eren diversos vestits de neoprè, aletes i tubs de rescat. Les principals activitats del grup eren guiar i ajudar a arribar a les platges als refugiats, principalment sirians, que venien de Turquia en barques en condicions precàries fugint de la Guerra Civil siriana. Amb el temps, no obstant, l'equipament disponible va anar millorant, principalment gràcies a les donacions provinents de particulars, coincidint amb la creació de l'ONG Proactiva Open Arms.
Des d'un principi, diversos mitjans d'Espanya i de la resta d'Europa es van fer ressò de l'activitat de Proactiva a Lesbos, principalment per la seva visibilitat en les imatges penjades a internet. No obstant això, la popularitat a Catalunya els arribà gràcies a l'emissió a TV3 del documental To Kyma. Rescat al mar Egeu, dirigit per Arantza Díez i David Fontseca i produït per La Kaseta Ideas Factory, on es seguia l'activitat d'aquests socorristes en diverses accions a l'illa grega.
Gràcies a les donacions realitzades per particulars, organitzades mitjançant una campanya de micromecenatge, Proactiva va poder establir-se a l'illa de Lesbos, on hi va desplegar embarcacions de salvament. El març de 2016, després de sis mesos de presència a l'illa, l'ONG badalonina comptava amb un dispositiu permanent conformat per 14 persones, 3 embarcacions de rescat, 4 motos aquàtiques i equipament professional. A més, havien participat en l'arribada segura a l'illa de 143.358 persones.
L'1 de març de 2016 es va fer públic que Òscar Camps era un dels finalistes al Premi Català de l'Any de 2015, guardó que entrega, anualment i per votació popular, El Periódico de Catalunya, i que ha reconegut en el passat personalitats com Ernest Lluch, Neus Català o Pep Guardiola. El 7 d'abril, en la gala anual de lliurament del premi, es va anunciar que Camps havia estat el guanyador del concurs. Posteriorment, la ONG badalonina també rebria el premi Pere Casaldàliga i el Ciutadà Europeu de 2016 per la seva tasca en l'assistència als refugiats a l'illa grega.

### Costes de Líbia
A final de maig de 2016, es va publicar que Proactiva Open Arms (POA) havia decidit destinar un vaixell al Mediterrani central per assistir els migrants que sortien de les costes de Líbia. A causa de l'acord assolit entre la Unió Europea i Turquia, que feia més difícil la ruta de l'Egeu, es van reobrir altres trajectes que havien minvat per la seva perillositat. Per aquest motiu, l'organització va desplegar embarcacions entre Líbia, Egipte i Itàlia.

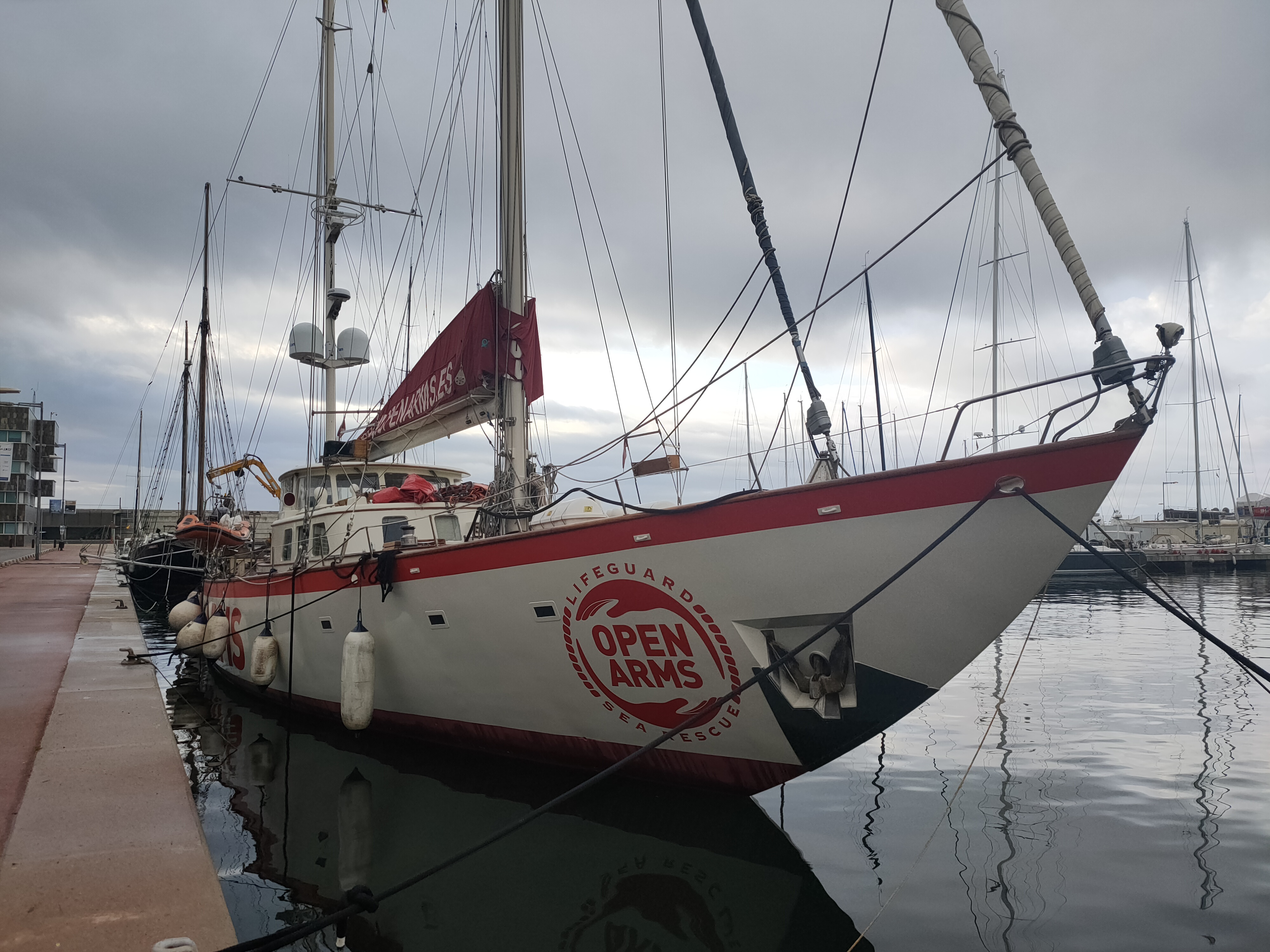
Astral, amarrat al port de Badalona

El juliol de 2016, l'organització va rebre el iot de vela Astral donat per Livio Lo Monaco, dissenyat per Philip Rhodes i construït l'any 1970, el iot que apareix al programa de televisió Salvados, gravat a bord aquell mateix mes per Jordi Évole per a Atresmedia Televisión. La recaptació de taquilla del documental, projectada als cinemes d'arreu de Catalunya abans d'emetre's per televisió, es destinava íntegrament a l'ONG. A finals de 2016, Astral va ser substituït pel Golfo Azzurro, un vaixell d'arrossegament de 43 metres d'eslora i 8 metres de mànega. Amb base a Malta, aquest vaixell va cobrir les operacions de rescat de l'ONG a la regió central del Mediterrani i en aigües internacionals de la costa nord de Líbia.
En 2016 Frontex, l'agència de la Guàrdia Costanera i de Fronteres de la Unió Europea afirmava que les organitzacions no governamentals que duen a terme operacions de rescat al Mediterrani, com Proactiva Open Arms, contribuien a agreujar la crisi migratòria a Europa.

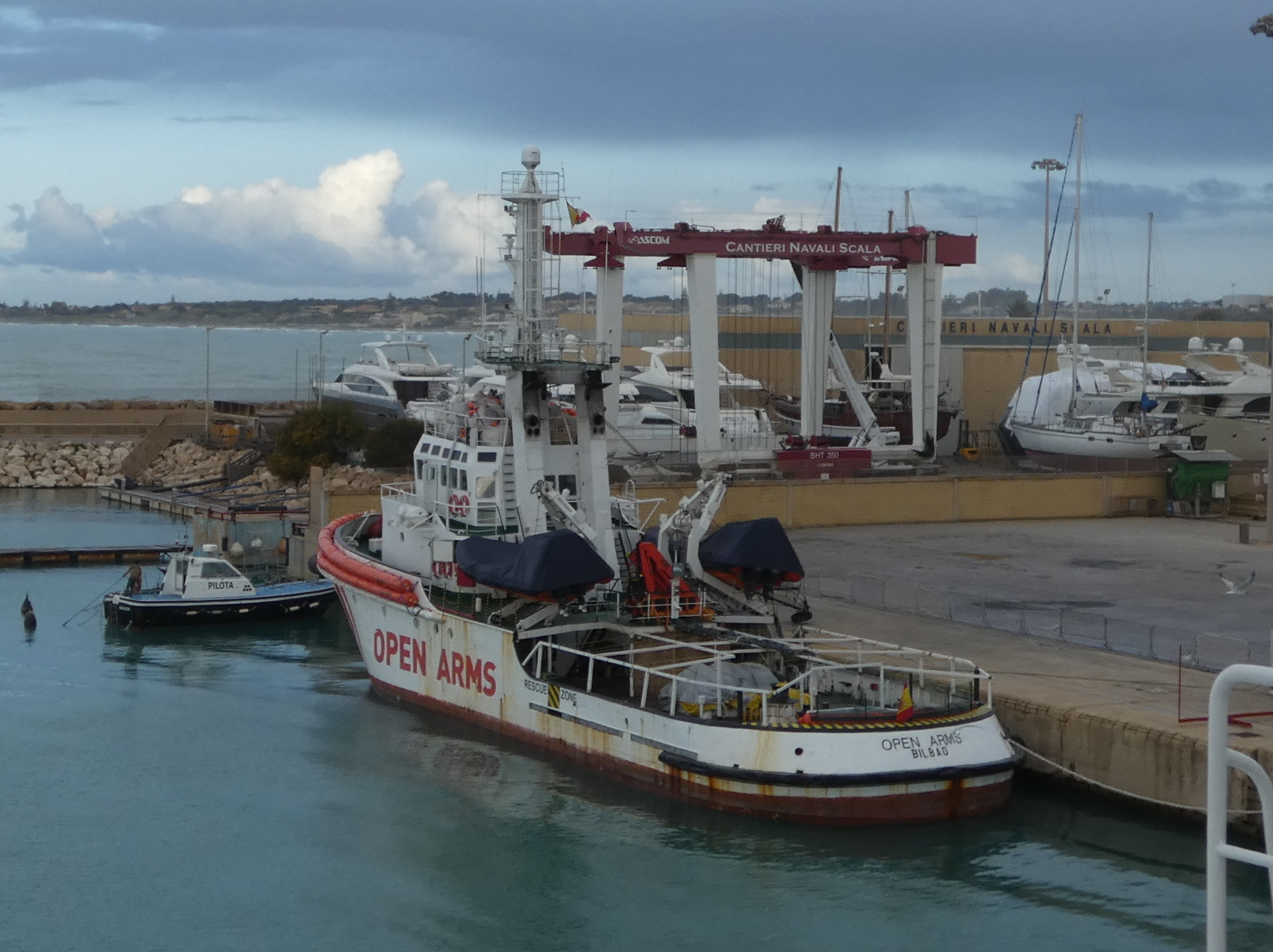
L'Open Arms, confiscat a Pozzallo (Sicília) el març de 2018

A mitjans de 2017, POA va desplegar l'Open Arms, un vaixell de remolc d'emergència (37 metres d'eslora) que abans havia estat en servei amb l'agència espanyola de seguretat marítima Salvamento Marítimo i que va ser donat a l'ONG per l'agència naviliera espanyola Grupo Ibaizabal. L'agost de 2017, Itàlia i Malta van prohibir als vaixells POA desembarcar migrants. POA també va entrar en conflicte estret amb la guàrdia costanera líbia que va disparar trets d'advertència sobre un dels seus vaixells.
El novembre de 2018 els vaixells de POA, Mediterranea i Sea-Watch, l'Open Arms, el Mare Jonio i el Sea-Watch 3, juntament amb l'avió Moonbird van iniciar una campanya conjuntaper tal de prosseguir amb el rescat de refugiats al Mediterrani després d'unes setmanes en què els estats els havien impedit actuar de diverses maneres.
L'agost de 2020, després de mesos d'aturada pel confinament de la pandèmia de COVID-19, la nau salpà de nou del Port de Badalona en una missió d'observació i vigilància a les costes de Malta i el sud d'Itàlia per donar resposta als naufragis de migrants provinents de Líbia. Anteriorment, l'embarcació havia estat confinada durant setmanes en un dels ports de Fuerteventura, on es traslladà per monitorar l'arribada de refugiats a les Illes Canàries, una de les rutes migratòries més perilloses d'accés a Europa.

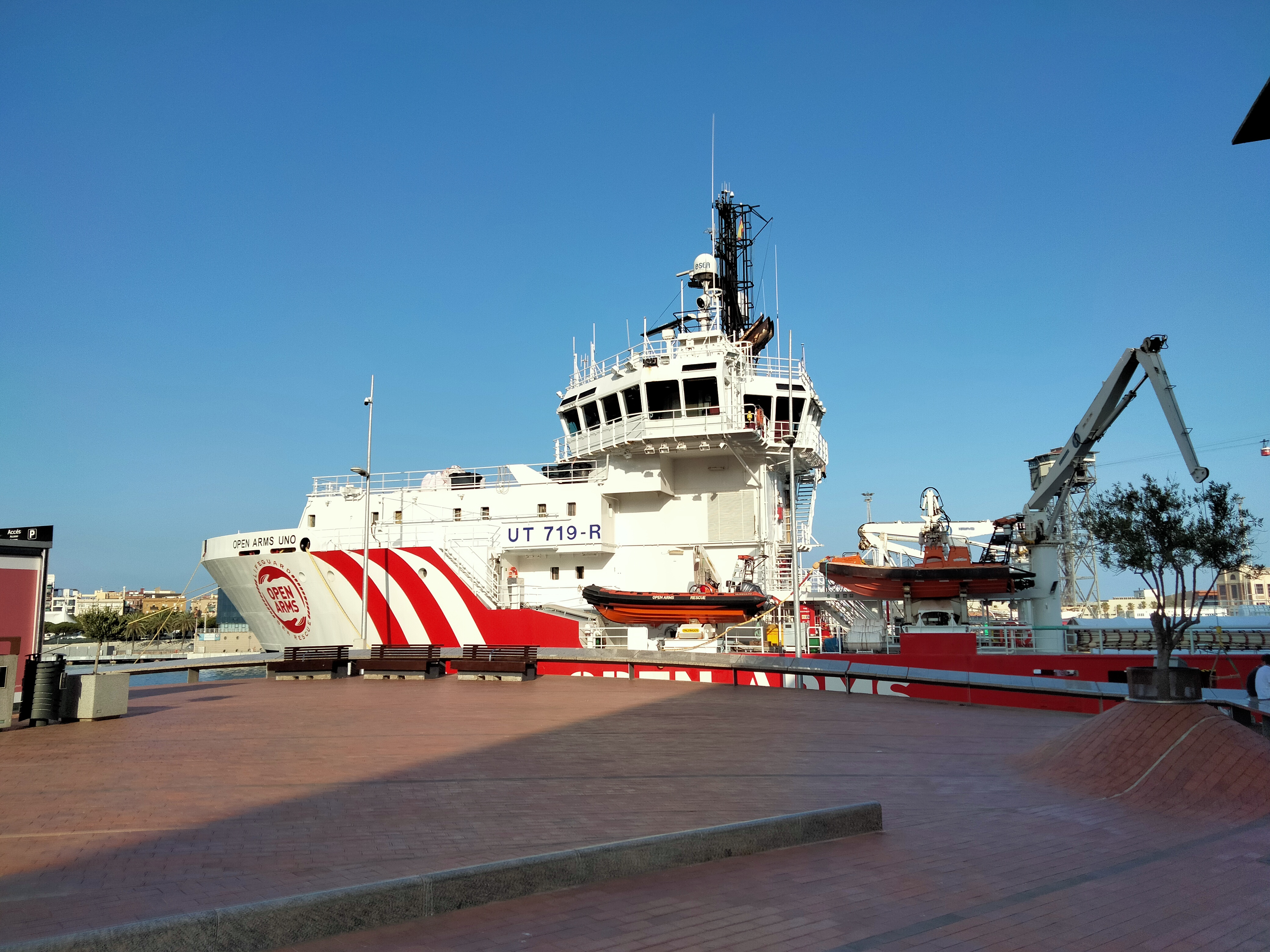
Open Arms Uno, amarrat al port de Barcelona

En 2022 es va incorporar a la flota l'Open Arms Uno, de 66 metres d'eslora i amb base a Badalona i que disposa d'un hospital a bord amb una trentena de llits i una àmplia capacitat interior.

## Efecte crida
Donat que l'organització recull els immigrants en pasteres dins o prop d'aigües territorials líbies, en les temporades que l'organització opera, aquesta s'utilitza com a reclam de les màfies de tràfic de persones publicant detalls sobre la presència d'Open Arms en la zona d'operació de les màfies.
Es considera que l'activitat de les organitzacions de rescat generen un efecte crida i multiplica la quantitat d'africans que compren passatges a les màfies de tràfic d'éssers humans cap a Europa.

## Investigacions judicials i sancions
El mes d'agost de 2019 la Fiscalia de l'Audiència Nacional investigà la denúncia presentada pel partit d'extrema dreta espanyol Vox, que considerà que Proactiva Open Arms havia violat les lleis marítimes i comès el delicte de col·laborar amb el tràfic de persones.
L'organització ha estat sancionada repetidament per les autoritats italianes des de 2018 per no desembarcar als immigrants immediatament al seu rescat, com estableix la llei italiana, i interfereix en les actuacions de les patrulleres líbies, que en alguna ocasió han disparat trets a l'aire.

## Premis i reconeixements
- Premi Pere Casaldàliga a la solidaritat 2016[32]
- Premi Ciutadà Europeu 2016[33]
- Premi Caterina Casas 2017[34]
- El 2018 l'entrega de les creus de Sant Jordi van quedar suspeses a conseqüència de l'aplicació de l'article 155 de la Constitució espanyola i la falta de govern de la Generalitat. El dia 12 de maig, tanmateix, el govern de l'exili de Carles Puigdemont va proposar diversos candidats per rebre aquesta distinció, entre els que es trobava Proactiva Open Arms.[35][36] El 2018 va rebre la Creu de Sant Jordi "per la seva tasca de rescat i salvament de les embarcacions de persones refugiades a la mar Egea i al conjunt de la Mediterrània".[37]